# Yardie
Yardie is een Britse film uit 2018, geregisseerd door Idris Elba en gebaseerd op de gelijknamige roman van Victor Headley uit 1992.

## Verhaal
Denis, een jongen die in Jamaica in 1973 getuige is van de moord op zijn oudere broer Jerry, wordt door de machtige maffiabaas Fox een nieuwe thuis bezorgd. Tien jaar later is hij de rechterhand van Fox en wordt hij naar Londen gestuurd. Wanneer zijn missie fout loopt, zoekt Denis contact met zijn vroegere vriendin en besluit hij om de moordenaar van zijn broer te zoeken.

## Rolverdeling
| Acteur           | Personage           |
| ---------------- | ------------------- |
| Aml Ameen        | Dennis 'D' Campbell |
| Shantol Jackson  | Yvonne              |
| Stephen Graham   | Rico                |
| Fraser James     | Piper               |
| Sheldon Shepherd | King Fox            |
| Everaldo Cleary  | Jerry Dread         |
| Naomi Ackie      | Mona                |

## Productie
In juli 2016 werd aangekondigd dat Idris Elba zijn regiedebuut zal maken met de verfilming van Yardie, de roman van Victor Headley uit 1992. Brock Norman Brock zal het scenario schrijven. De filmopnamen gingen van start in mei 2017 en er werd gefilmd op locatie in Londen en Jamaica gedurende zeven weken.
Yardie ging op 20 januari 2018 in première op het Sundance Film Festival in de World Cinema Dramatic Competition.